# Kaple svaté Anny (Lesní Hluboké)
Kaple svaté Anny je malá sakrální stavba v areálu zámku v Lesním Hlubokém v okrese Brno-venkov. Jako součást zámeckého areálu je spolu s ním chráněna jako kulturní památka.

## Historie
V roce 1770 nechal postavit v Lesním Hlubokém rajhradský probošt Otmar Konrád zámeček, zamýšlený jako letní rezidence rajhradských proboštů, případně i pro odpočinek dalších mnichů tohoto kláštera. V roce 1774 byl areál zámečku doplněn o nevelkou centrální kapli, stojící samostatně v zámeckém předdvoří. Kaple byla zásadně rekonstruována v letech 2017–2018. Tehdy byla také realizována mozaiková výzdoba kněžiště, kterou provedla brněnská Dílna Všech svatých pod vedením Jana Šťasty. Interiér kaple byl požehnán rajhradským převorem Augustinem Gazdou při svatoanenské pouti v roce 2018.

## Současnost
V kapli bývá jednou ročně slavena poutní mše svatá v blízkosti svátku sv. Anny (tedy kolem 26. července podle římskokatolického kalendária). Vedle stojící zámeček poskytuje mimo jiné ubytování například pro rekreaci kněží či pro církevní akce, takže v průběhu roku zde mohou být slaveny i další nepravidelné bohoslužby.

## Architektonická podoba
Kaple je nevelká barokní centrální stavba s lucernou a s dvojicí přístavků, z nichž jeden slouží jako předsíň, druhý jako kněžiště, v němž se nachází původní barokní oltář. Závěr kněžiště byl v roce 2018 opatřen mozaikovou výzdobou. Z téže doby pochází vyřezávaná křížová cesta, která je dílem otce jednoho z rajhradských benediktinů.